# Wola Chruścińska
Wola Chruścińska – wieś w Polsce położona w województwie łódzkim, w powiecie kutnowskim, w gminie Łanięta.
W latach 1975–1998 miejscowość administracyjnie należała do województwa płockiego.
W miejscowości urodził się bł. ks. Wincenty Matuszewski.